# Humanismo renacentista

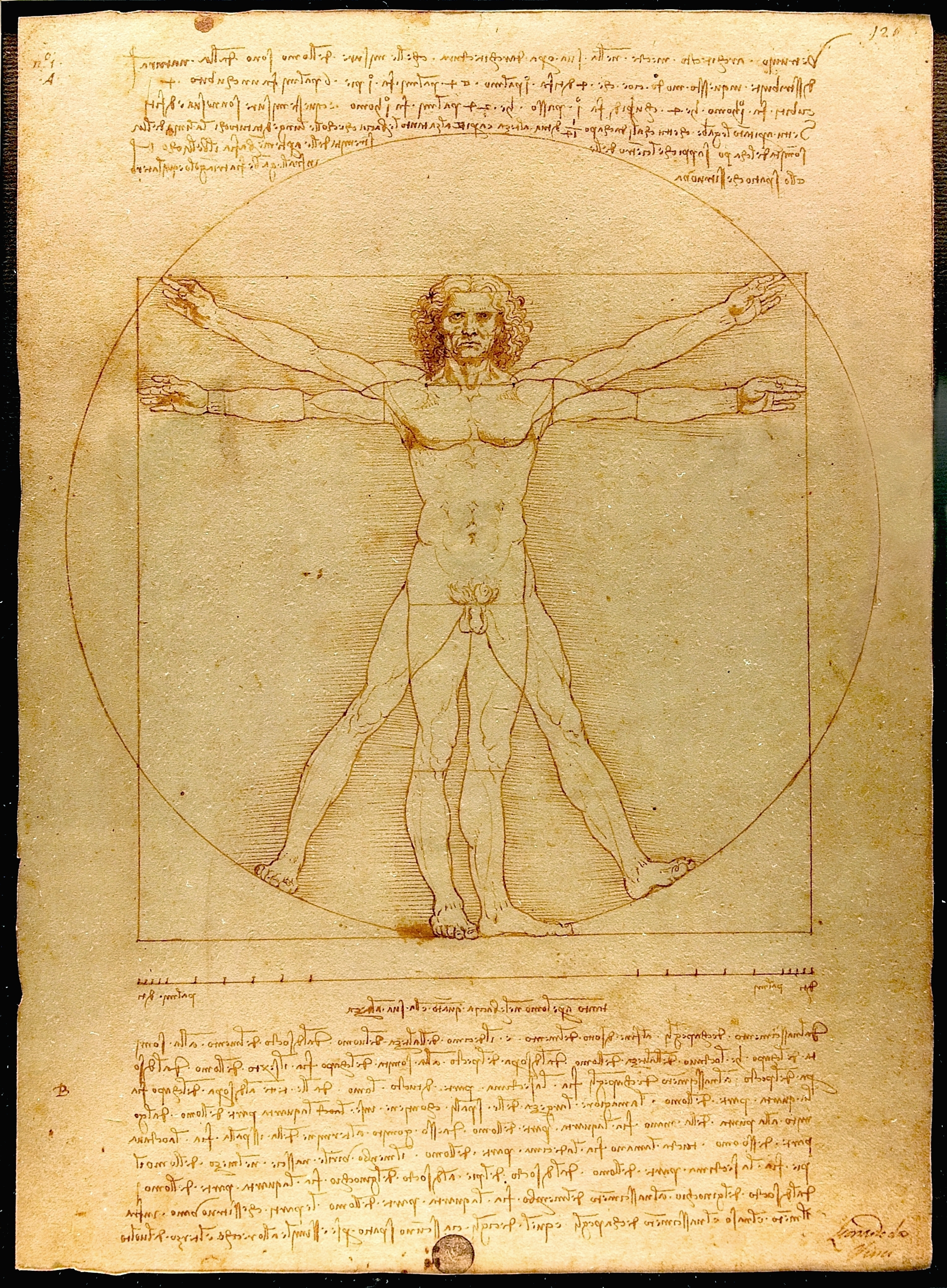
El hombre de Vitruvio, obra de Leonardo da Vinci. El dibujo representa las proporciones ideales del cuerpo humano, basándose en un pasaje del libro De architectura de Vitruvio

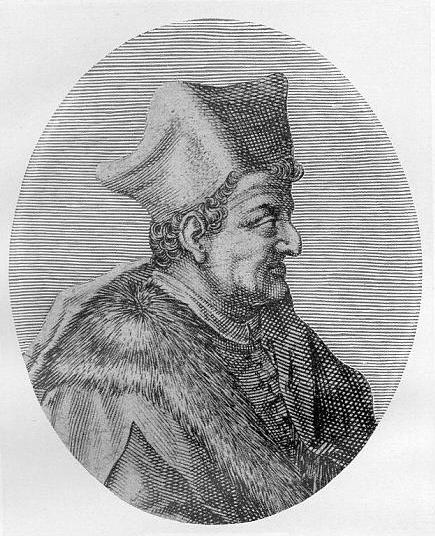
Con humanistas como Lorenzo Valla, quien en su De elegantia linguae latinae escribe una gramática del latín clásico de base científica, y otros intelectuales, comienza la filología moderna y se redescubre la antigüedad grecolatina.

El humanismo renacentista es un movimiento intelectual y filosófico europeo estrechamente ligado al Renacimiento cuyo origen se sitúa en la Italia del siglo XV (especialmente en Florencia, Roma y Venecia), con precursores, como Dante Alighieri (1265-1321), Francesco Petrarca (1304-1374) y Giovanni Boccaccio (1313-1375). Busca los modelos de la Antigüedad Clásica y retoma el antiguo humanismo grecorromano. Mantiene su hegemonía en buena parte de Europa hasta finales del siglo XVI. A partir de entonces se fue transformando y diversificando con los cambios espirituales provocados por el desarrollo social e ideológico: los principios propugnados por las reformas protestantes (luteranismo, calvinismo, anglicanismo) y la Contrarreforma católica; y más adelante la Ilustración (siglo XVIII) y la Revolución francesa (1789-1799).
El movimiento, fundamentalmente ideológico, tuvo asimismo una estética impresa paralela, plasmada, por ejemplo, en nuevas formas de letra, como la redonda, conocida como letra humanística, evolución de las letras Fraktur tardogóticas desarrollada en el entorno de los humanistas florentinos como Poggio Bracciolini y de la cancillería papal, que vino a sustituir mediante la imprenta a la letra gótica medieval.
La expresión humanitatis studia fue contrapuesta por el humanista y político italiano Coluccio Salutati a los estudios teológicos y escolásticos cuando tuvo que hablar de las inclinaciones intelectuales de su amigo Francesco Petrarca; en este, humanitas significaba propiamente lo que el término griego filantropía, amor hacia nuestros semejantes, pero indicando un eje fundamental opuesto al teocentrismo de la cultura clerical del Medioevo que se situaba en torno al hombre, el antropocentrismo, como había ocurrido en la cultura clásica grecolatina. Por eso el término estaba rigurosamente unido a las litterae o estudio de las letras clásicas. En el siglo XIX se creó el neologismo germánico Humanismus para designar una teoría de la educación en 1808, término que se utilizó después, sin embargo, como opuesto a la escolástica (1841) para, finalmente, aplicarlo al periodo del resurgir de los estudios clásicos por Georg Voigt, cuyo libro El resurgimiento de la edad clásica durante el primer siglo del Humanismo (1859) fue durante un siglo una obra considerada fundamental sobre este tema.
El Humanismo propugnaba, frente al canon eclesiástico en prosa, que imitaba el latín tardío de los Santos Padres y empleaba el simple vocabulario y sintaxis de los textos bíblicos traducidos, los studia humanitatis, una formación íntegra del hombre en todos los aspectos fundada en las fuentes clásicas grecolatinas, muchas de ellas entonces buscadas y descubiertas en las bibliotecas de los monasterios de todo el continente europeo. En pocos casos estos textos fueron traducidos gracias al trabajo, entre otros, de Averroes y a la infatigable búsqueda de manuscritos por eruditos monjes humanistas en los monasterios de toda Europa. La labor estaba destinada a acceder así a un latín más puro, brillante y genuino, y al redescubrimiento del griego gracias al forzado exilio a Europa de los sabios bizantinos tras la caída de Constantinopla, y con ella del Imperio romano de Oriente, en poder del Imperio otomano en 1453. La segunda y local tarea fue buscar restos materiales de la Antigüedad Clásica en el segundo tercio del siglo XV, en lugares con ricos yacimientos, y estudiarlos con los rudimentos de la metodología de la arqueología, para conocer mejor la escultura y arquitectura. En consecuencia el humanismo debía restaurar todas las disciplinas que ayudaran a un mejor conocimiento y comprensión de estos autores de la Antigüedad Clásica, a la que se consideraba un modelo de conocimiento más puro que el debilitado en la Edad Media, para recrear las escuelas de pensamiento filosófico grecolatino e imitar el estilo y lengua de los escritores clásicos, y por ello se desarrollaron extraordinariamente la gramática, la retórica, la literatura, la filosofía moral y la historia, ciencias ligadas estrechamente al espíritu humano, en el marco general de la filosofía: las artes liberales o todos los saberes dignos del hombre libre frente al dogmatismo cerrado de la teología, expuesto en tratados sistemáticos y abstractos que excluían la multiplicidad de perspectivas y la palabra viva y oral del diálogo y la epístola, típicos géneros literarios humanísticos, junto a la biografía de héroes y personajes célebres, que testimonia el interés por lo humano frente a la hagiografía o vida de santos medievales, y la mitología, que representa un rico repertorio de la conducta humana más sugerente para los humanistas que las castrantes leyendas piadosas, vidas de santos y hagiografías de Jacopo della Vorágine y su leidísima Leyenda dorada. Este tipo de formación se sigue considerando aún hoy como humanista.
Para ello los humanistas imitaron el estilo y el pensamiento grecolatinos de dos formas diferentes: la llamada imitatio ciceroniana, o imitación de un solo autor como modelo de toda la cultura clásica, Cicerón, impulsada por los humanistas italianos, y la imitatio eclectica, o imitación de lo mejor de cada autor grecolatino, propugnada por algunos humanistas encabezados por Erasmo.

## Factores explicativos
- La emigración de sabios bizantinos: debido a que el Imperio bizantino estaba siendo asediado por los turcos, muchos de ellos buscaron refugio en Europa Occidental, especialmente en Italia, llevando con ellos textos griegos, promoviendo la difusión de la cultura, los valores y el idioma griego. Por ejemplo, Manuel Crisoloras, erudito griego de Constantinopla, que enseñó griego en Florencia desde el año 1396 al 1400 y escribió para uso de sus discípulos la obra Cuestiones de la lengua griega, basándose en la Gramática de Dionisio Tracio; su discípulo Leonardo Bruni (1370-1444) fue el primero que hizo traducciones del griego al latín a gran escala, como también Ambrosio Traversario, quien además recomendó a Cosme de Médici que adquiriera doscientos códices griegos de Bizancio o Francesco Filelfo, que se llevó el mismo muchos otros.
- La invención de la imprenta en torno a 1440: este invento del orfebre alemán Gutenberg permitió el abaratamiento del costo y la difusión de los libros, garantizando la difusión masiva de las ideas humanistas y la aparición del sentido crítico contra el argumento de autoridad medieval.
- La llegada al solio pontificio de Tomas Parentucelli (papa Nicolás V) y de Eneas Silvio Piccolomini (Pío II) convierte a Roma en uno de los grandes focos del Humanismo.
- La acción de los mecenas, personas que con su protección política, con su aprecio por el saber antiguo, con su afán coleccionista o con la remuneración económica a los humanistas para que se establecieran o costearan sus obras en la imprenta, facilitaron el desarrollo del Humanismo. Estas personas reunían obras clásicas y llamaban a eruditos conocedores de la literatura griega y romana y los acogían en sus palacios. Entre los mecenas más destacados sobresalen la familia de los Médici de Florencia (Lorenzo de Médici, llamado el Magnífico y su hermano Juliano de Médici), los pontífices romanos Julio II (1503-1513) y León X (1513-1521), y, un siglo más tarde, la reina Cristina de Suecia (r. 1632-1654).
- La creación de universidades, escuelas y academias: las universidades (como las de Alcalá, Lovaina, etc.) y las escuelas del siglo XV contribuyeron en gran parte a la expansión del Humanismo por toda Europa.

## Rasgos del humanismo

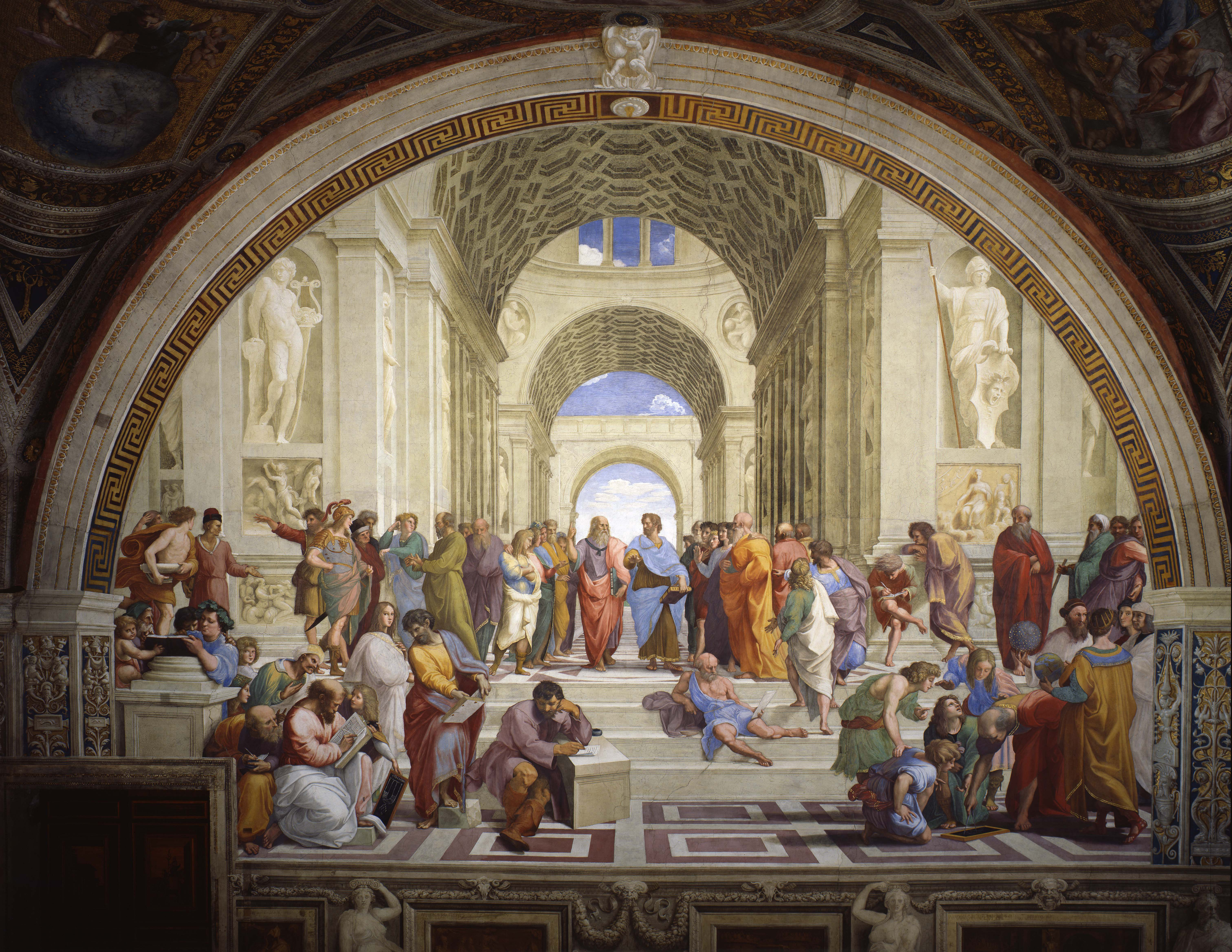
La escuela de Atenas, fresco de Rafael.

Algunos de los rasgos ideológicos del humanismo son:
- Estudio filológico de las lenguas e interés por la recuperación de la cultura de la Antigüedad clásica.
- Creaciones artísticas basadas en la imitación o mímesis de los maestros de la civilización grecolatina.
- El antropocentrismo o consideración de que el hombre es importante, su inteligencia el valor superior, al servicio de la fe que lo une con el Creador.
- Se restaura la fe en el hombre contemporáneo porque posee valores importantes capaces de superar a los de la Antigüedad Clásica.
- Se vuelve a apreciar la fama como virtud de tradición clásica, el esfuerzo en la superación, y el conocimiento de lo sensorial. La idea de que merece la pena pelear por la fama y la gloria en este mundo incita a realizar grandes hazañas y emular las del pasado.
- La razón humana adquiere valor supremo.
- En las artes se valora la actividad intelectual y analítica de conocimiento.
- Se ponen de moda las biografías de Plutarco y se proponen como modelos, frente al guerrero medieval, al cortesano y al caballero que combina la espada con la pluma.
- Se ve como legítimo el deseo de fama, gloria, prestigio y poder (El príncipe, de Maquiavelo), valores paganos que mejoran al hombre. Se razona el daño del pecado que reducen al hombre al compararlo con Dios y degradan su libertad y sus valores según la moral cristiana y la escolástica.
- El comercio no es pecado y el calvinismo aprecia el éxito económico como señal de que Dios ha bendecido en la tierra a quien trabaja.
- El deseo de la unidad política y religiosa de Europa bajo un solo poder político y un solo poder religioso separado del mismo: se reconoce la necesidad de separar moral y política; autoridad eterna y temporal.
- El equilibrio en la expresión, que debe ser clara, y no recargada ni conceptuosa: «El estilo que tengo me es natural y, sin afectación ninguna, escribo como hablo; solamente tengo cuidado de usar vocablos que signifiquen bien lo que quiero decir, y dígolo cuanto más llanamente me es posible porque, a mi parecer, en ninguna lengua está bien la afectación.» (Juan de Valdés).
- La idealización y estilización platónica de la realidad. Se pinta la realidad mejor de lo que es, se la ennoblece (nobilitare).
- El arte humanista toma la materia popular y la selecciona para transformarla en algo estilizado e idealizado, de la misma manera que la novela pastoril recrea una vida campestre desprovista de las preocupaciones habituales al campesino. En el arte humanista no hay lugar para las manifestaciones vulgares de la plebe que se verán más tarde en el siglo XVII con el Barroco.
- El optimismo frente al pesimismo y milenarismo medievales.[cita requerida] Existe fe en el hombre. La fe se desplaza de Dios al hombre.
- El retorno a las fuentes primigenias del saber, la lectura de los clásicos en los textos originales y no a través de la opinión que dieron sobre ellos los Santos Padres y la religión católica.
- La lógica aristotélica frente al argumento de autoridad medieval: la imprenta multiplica los puntos de vista y los debates, enriqueciendo el debate intelectual y la comunicación de las ideas. Se ponen de moda los géneros del diálogo y la epístola, todo lo que suponga comunicación de ideas. Se propone la libre interpretación de la Biblia y su traducción a las lenguas vulgares (entre ellas, la de Lutero al alemán) frente a que solo sea interpretada por la Iglesia Católica.
- Ginecolatría, alabanza y respeto por la mujer. Por ejemplo, el cuerpo desnudo de la mujer en el arte medieval representaba a Eva y al pecado; para los artistas humanistas del Renacimiento representa el goce epicúreo de la vida, el amor y la belleza (Venus).
- Búsqueda de una espiritualidad más humana, interior, (devotio moderna, erasmismo), más libre y directa y menos externa y material.
- El reconocimiento de los valores humanos, acabando con la Inquisición y el poderío de la Iglesia.

En sus comienzos, el humanismo es un movimiento regenerador y en sus principios básicos se encuentra ya bosquejado en tiempos muy anteriores, por ejemplo, en las obras de Isócrates, que se impuso una labor de regeneración parecida en la Grecia del siglo IV a. C. En tiempos modernos se encuentra estrechamente ligado al Renacimiento y se benefició de la diáspora de los maestros bizantinos de griego que difundieron la enseñanza de esta lengua, muy rara hasta entonces, tras la caída de Constantinopla en poder de los turcos en 1453; la imprenta y el abaratamiento de los libros subsiguiente facilitó esta difusión fuera del ámbito eclesiástico; por entonces el término humanista servía exclusivamente para designar a un profesor de lenguas clásicas. Se revitalizó durante el siglo XIX dando nombre de un movimiento que no solo fue pedagógico, literario, estético, filosófico y religioso, sino que se convirtió en un modo de pensar y de vivir vertebrado en torno a una idea principal: en el centro del Universo está el hombre, imagen de Dios, criatura privilegiada, digna sobre todas las cosas de la Tierra (antropocentrismo). Posteriormente, en especial en España durante la segunda mitad del siglo XVI, el antropocentrismo se transformó en un cristocentrismo que proponía la ascética y la mística como formas de vida que condujeron al desengaño barroco, que desdibujó durante el siglo XVII este movimiento.[cita requerida]

## Personalidades históricas
Los autores más señeros de este movimiento fueron:
- Dante Alighieri (1265-1321), fue el primero en situar a la Antigüedad en el centro de la vida cultural.
- Francisco Petrarca (1304-1374), es conocido como el padre del humanismo. Fue el primero en señalar que para ser culto y adquirir verdadera humanidad, era indispensable el estudio de las lenguas y letras de los clásicos.
- Giovanni Boccaccio (1313-1375), al igual que Petrarca, dedicó su vida al estudio de los clásicos, especialmente a los latinos, y realizó un importante compendio mitológico, la Genealogía de los dioses paganos.
- Coluccio Salutati (1331–1406).
- Gemisto Pletón (1355-1452). Humanista y filósofo bizantino, unos de los principales impulsores del estudio del griego en el mundo latino, y del platonismo. Ferviente seguidor de Platón, enseñó en Florencia y estableció la base para la creación de la Academia de Florencia.
- Leonardo Bruni (1374-1444), a quien se debe un profundo impulso a la traducción de la literatura griega.
- Poggio Bracciolini (1380–1459), gran perseguidor de manuscritos por toda Europa; a él se debe principalmente la recuperación de numerosos escritos de Cicerón y de otros autores importantes como Lucrecio y la consideración del latín como una lengua viva y aun creativa.
- Antonio Beccadelli el Panormitano (1394-1471), jurista, poeta y erudito italiano.
- León Battista Alberti (1404-1472). Sacerdote, humanista y secretario personal de seis papas, Doctor en Derecho Canónico, físico, matemático y arquitecto.
- Lorenzo Valla (1407-1457), fundador de la filología por su estudio de los poetas latinos y su proposición de una nueva gramática. Quizá su logro más conocido fue su descubrimiento, basado en pruebas filológicas, de la falsedad del documento medieval Donación de Constantino supuestamente redactado por este emperador, y por el que se otorgaban los territorios de la Italia central al cuidado del papa romano.
- Alfonso de Palencia (1423-1492), historiador y políglota.
- Giovanni Pontano (1426-1503) poeta neolatino e historiador italiano.
- Marsilio Ficino (1433-1499), divulgó la filosofía de Platón por Europa.
- Antonio de Nebrija (1441-1522), logró renovar los métodos de enseñanza de las lenguas clásicas en España.
- Gonzalo García de Santa María (1447-1521)
- Angelo Poliziano (1454-1494), humanista y poeta italiano.
- Lucio Marineo Sículo (1460-1533)
- Pico della Mirandola (1463-1494), quien probablemente haya sido el primero en utilizar la palabra humanista para referirse al nuevo movimiento. Fue el autor de un Discurso sobre la dignidad del hombre.
- Erasmo de Róterdam (1466 - 1536), fue la gran figura intelectual en el debate entre católicos y protestantes y creador de una corriente personal dentro del humanismo de crítica del cristianismo medieval tradicional, el erasmismo, a través de sus Colloquia y diversos opúsculos. Fue probablemente el autor que supo aunar mejor que ninguno la filosofía humanística con el pensamiento cristiano.
- Guillaume Budé (1467-1540), humanista francés que editó en su país numerosos autores clásicos grecolatinos.
- Nicolás Maquiavelo (1469-1527) humanista florentino considerado como el padre de la política moderna.
- Hernán Núñez de Toledo el Comendador Griego (1475-1553), helenista y humanista.
- Tomás Moro (1478-1535), humanista inglés autor de un escrito satírico que sirvió de modelo a otros muchos, la Utopía, y se enfrentó en defensa de sus ideas al rey Enrique VIII.
- Giulio Cesare Scaligero (1484-1558), gran filólogo y preconizador de la imitatio ciceroniana frente a la imitatio ecléctica de Erasmo de Róterdam.
- Juan Luis Vives (1492-1540), amigo de Erasmo y de Tomás Moro, el primero en tratar la psicología como disciplina científica y con contribuciones originales en todo tipo de materias.
- Juan de Valdés (1509-1541), humanista español y autor del primer tratado que hace del español una lengua noble, y defiende la idea de que todas las lenguas son nobles en el Diálogo de La Lengua.
- Robert Estienne (1503-1559), humanista francés con labor comparable a la del impresor y humanista Aldo Manuzio en Italia.
- Michel de Montaigne (1533-1592), quien vertió a la lengua vulgar lo más selecto del pensamiento grecolatino creando el género del ensayo, típicamente humanista.

Todos estos y muchos otros, crearon el espíritu de una nueva época, el Renacimiento, que se expandió a través del invento de la imprenta y las magníficas ediciones de clásicos del impresor Aldo Manuzio y sus hijos y discípulos.
El Humanismo, como uno de los fundamentos ideológicos del Renacimiento, suponía una evidente ruptura con la idea de religión que se manejaba hasta entonces en la que Dios era centro y razón de todas las cosas. Con el Humanismo, Dios no perdía su papel predominante, pero se situaba en un plano diferente, y ya no era la respuesta a todos los problemas.